# Історичний детермінізм
Історичний детерміні́зм або історици́зм — це уявлення про те, що події історії цілком зумовлені певними загальними силами і воля людини не впливає на їх перебіг. Здебільшого характерний для різних течій матеріалізму, де існує філософія історії. Йому протилежні історичний асиденталізм — уявлення про те, що події відбуваються випадково, та індетермінізм — що події зумовлені вільним вибором людини.

## Історія
Теологічний детермінізм (напередвизначення) описує історію як більшою чи меншою мірою наперед визначену божеством або знеособленою надприродною силою. Найдавніші приклади такого детермінізму наявні в язичницьких уявленнях про циклічний розвиток світу, наприклад, в уявленнях про золоту добу та подальші епохи, впродовж яких світ деградує, а потім відроджується. Деякі пізні форми язичництва, такі як скандинавське, або зороастризм, стверджували невідворотність майбутніх катаклізмів, які закінчаться фінальною битвою добра зі злом, кінцем світу та появою нового. З монотеїстичних релігій детермінізм передусім властивий ісламу, меншою мірою юдаїзму та християнству, проте в їхніх провідних течіях визнається вплив рішень людини на наближення чи відкладення кінця світу. Також суворий детермінізм історії властивий протестантським течіям, таким як кальвінізм.
Французьке Просвітництво вбачало історію як прогрес, зумовлений раціональним Розумом, що більшою чи меншою мірою проявляється в людині. Філософи Просвітництва впровадили концепцію «природної людини», що керується Розумом і забезпечує поступальний розвиток суспільства. Британські фіолософи Джон Лок і Джон Стюарт Мілль розглядали індивіда як носія універсальної позаісторичної раціональності.
Натомість консерватори-романтики протиставили Розуму «народний дух» та «історичного індивіда». В їхньому баченні індивід завжди є носієм певної конкретної історичної традиції. Тому будь-який ідеал розглядався ними не як прояв позаісторичної чи надприродної сили, а як наслідок перейняття досвіду попередніх поколінь. В такому разі історичні події постають зумовленими попередніми подіями. Такий принцип у Фрідріха Шлегеля, Фрідріха Юліуса Шталя був тісно пов'язаний з консервативною ідеологією і консервативним стилем мислення.
У Гегеля історія є наслідком прояву світового духу та пізнання ним самого себе в людині. Тому історія, попри окремі випадки регресу, загалом постає незворотним прогресом. Подібні ідеї простежуються і в філософії історії XIX і XX ст. — як ідеалістичних напрямів (Освальд Шпенглер, Лев Карсавін, Отман Шпанн), так і натуралістичних і матеріалістичних (Едвард Тайлор, Герберт Спенсер, Карл Маркс).
У марксистській філософії та історіографії гегелівські погляди на історію традиційно розглядалися в трактуванні Карла Маркса. Принципова риса марксистського бачення історії — це можливість її передбачення на ґрунті того, що події відбуваються за відомими законами. Так, з часом відбувається заміна «примітивніших» типів мислення та суспільних відносин «прогресивнішими».